# Руді Матондо
Руді Нзінгула Матондо (фр. Rudy Nzingoula Matondo; нар. 13 березня 2008) — французький футболіст, півзахисник клубу «Осер».

## Клубна кар'єра
Виступав за юнацьку команду «Гріньї», а 2023 року приєднався до академії «Осера». 18 січня 2025 року дебютував за резервну команду в матчі Насьйоналя 3 проти «Іврі».
6 квітня 2025 року дебютував в основному складі «Осера» в матчі Ліги 1 проти «Ренна», вийшовши на заміну Ассану Діуссе.
23 червня 2025 року підписав з клубом свій перший професіональний контракт, що розрахований до 2028 року.

## Кар'єра в збірній
Виступав за збірні Франції до 16 і до 17 років. В травні 2025 року потрапив в заявку збірної до 17 років на юнацький чемпіонат Європи в Албанії. На турнірі провів чотири матчі, відзначившись голом проти збірної Бельгії, а його команда дійшла до фіналу, де поступилась портульцям.

## Особисте життя
Народився у Франції в родині вихідців з Республіки Конго. Його старший брат Раббі Нзінгула також професіональний футболіст і виступає за «Монпельє».

## Статистика виступів
Станом на 17 серпня 2025 
| Клуб              | Сезон             | Чемпіонат         | Чемпіонат | Чемпіонат | Кубок | Кубок | Єврокубки | Єврокубки | Інші  | Інші | Всього | Всього |
| Клуб              | Сезон             | Дивізіон          | Матчі     | Голи      | Матчі | Голи  | Матчі     | Голи      | Матчі | Голи | Матчі  | Голи   |
| ----------------- | ----------------- | ----------------- | --------- | --------- | ----- | ----- | --------- | --------- | ----- | ---- | ------ | ------ |
| Осер Б            | 2024–25           | Насьйональ 3      | 5         | 0         | –     | –     | –         | –         | –     | –    | 5      | 0      |
| Осер              | 2024–25           | Ліга 1            | 5         | 0         | 0     | 0     | –         | –         | –     | –    | 5      | 0      |
| Осер              | 2025–26           | Ліга 1            | 1         | 0         | 0     | 0     | –         | –         | –     | –    | 1      | 0      |
| Осер              | Всього            | Всього            | 6         | 0         | 0     | 0     | 0         | 0         | 0     | 0    | 6      | 0      |
| Всього за кар'єру | Всього за кар'єру | Всього за кар'єру | 10        | 0         | 0     | 0     | 0         | 0         | 0     | 0    | 10     | 0      |